# Hans-Peter Schwarz (Historiker)

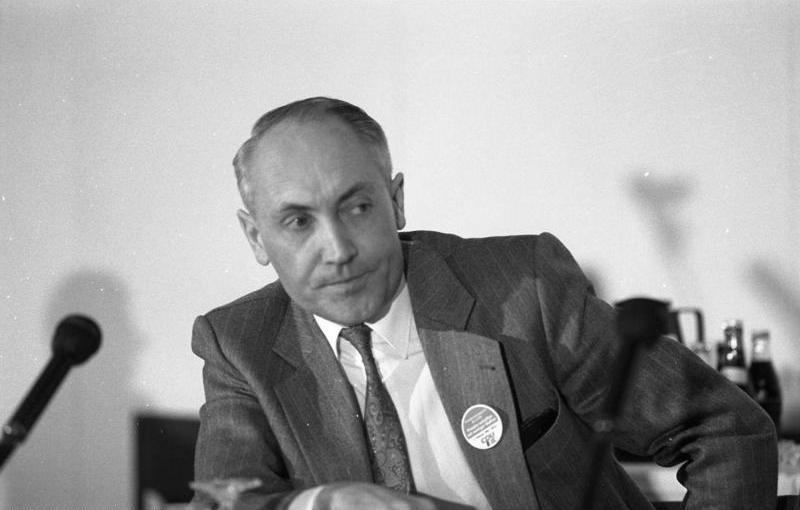
CDU-Friedenskongress Bonn 1983

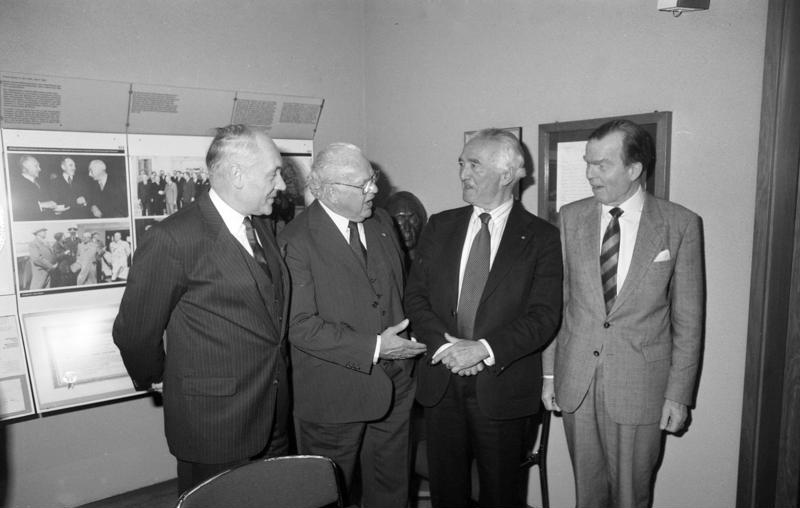
Hans-Peter Schwarz (links) mit Richard Stücklen, Erich Mende und Karl-Günther von Hase, 1989

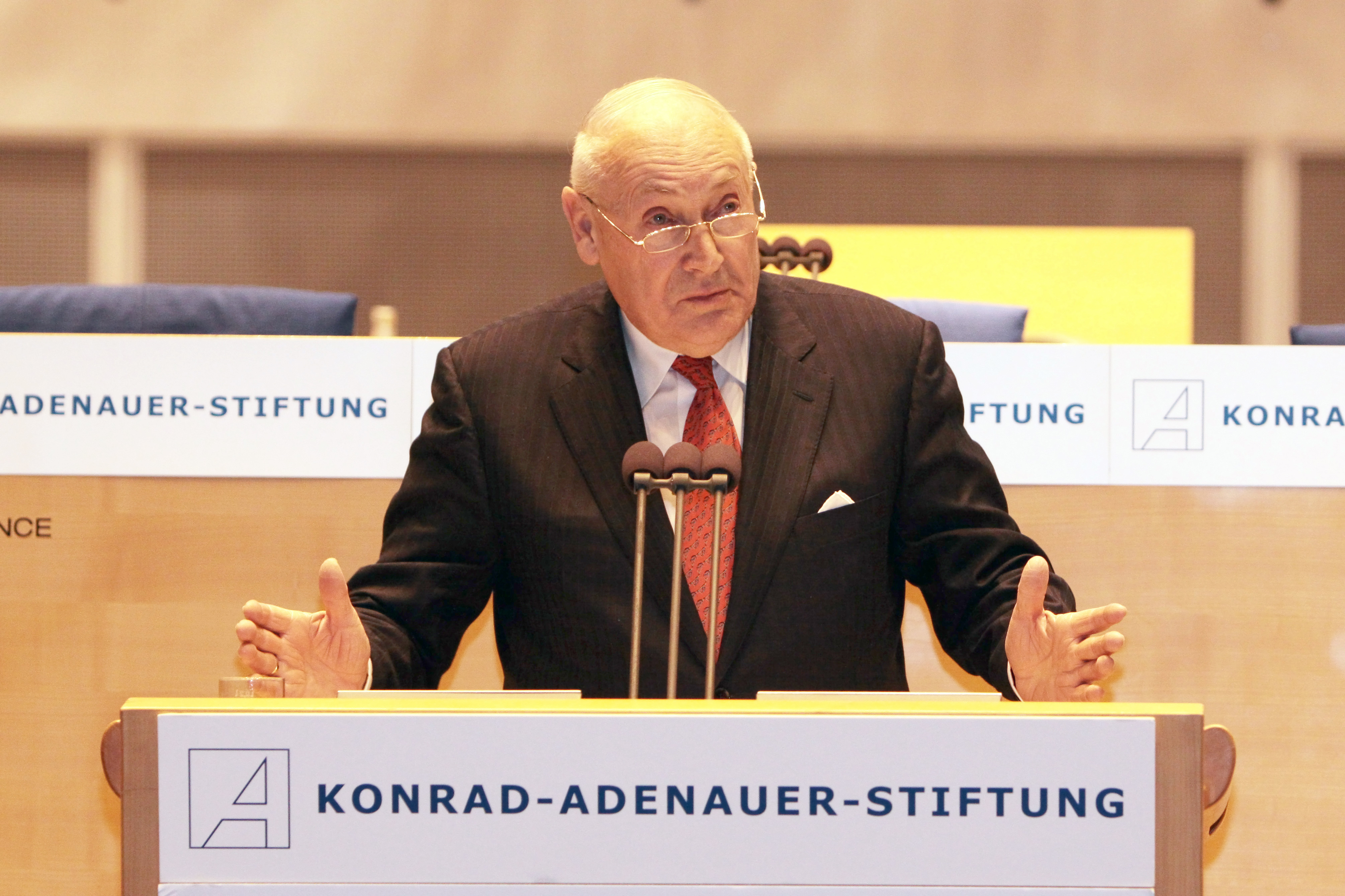
Wasserwerkgespräche 2008

Hans-Peter Schwarz (* 13. Mai 1934 in Lörrach; † 14. Juni 2017 in Herrsching am Ammersee) war ein deutscher Politikwissenschaftler, Zeithistoriker und Publizist. Er zählte zu den angesehensten deutschen Zeithistorikern seiner Zeit.
Er war ordentlicher Professor für Politikwissenschaft an den Universitäten Hamburg, Köln und Bonn und befasste sich überwiegend mit Internationalen Beziehungen, der Geschichte Deutschlands im 20. Jahrhundert und der historischen Bedeutung Konrad Adenauers. Eine Zäsur in der Forschung setzte er 1975 als Herausgeber des ersten Handbuchs zur deutschen Außenpolitik, das die grundsätzliche Verflochtenheit von Innen- und Außenpolitik als Kennzeichen der jüngeren Geschichte herausarbeitete.
Er war von 1978 bis 2012 Mitherausgeber der Vierteljahrshefte für Zeitgeschichte.

## Leben und Wirken
Schwarz wurde 1934 als Sohn des Lehrers Emil Schwarz und dessen Frau Elisabeth, geb. Greiner, in Lörrach geboren. Er besuchte das Hebel-Gymnasium Lörrach. Nach dem Abitur 1953 begann er sein Studium an der Universität Basel, außerdem besuchte er Veranstaltungen an der Sorbonne in Paris. Von 1954 bis 1958 studierte er Politische Wissenschaft, Soziologie, Geschichte und Germanistik an der Albert-Ludwigs-Universität Freiburg. Dort wurde er im Februar 1958 bei Arnold Bergstraesser mit einer Arbeit über Das Werk Ernst Jüngers als Diagnose unserer Zeit promoviert. 1960 legte er sein Staatsexamen ab; von 1962 bis 1963 war er wissenschaftlicher Assistent an der Universität Freiburg. 1961 heiratete Schwarz Annemarie Keller, aus der Ehe entstanden zwei Kinder.
Von 1963 bis 1966 war Schwarz Professor für Politische Wissenschaft des Landes Niedersachsen an der Pädagogischen Hochschule Osnabrück. 1966 habilitierte sich Schwarz an der Eberhard Karls Universität Tübingen mit der von Theodor Eschenburg und Gerhard Schulz begutachteten Studie Deutschland im Widerstreit der außenpolitischen Konzeptionen in den Jahren der Besatzungsherrschaft 1945–1949.
1966 wurde Schwarz Professor für Politikwissenschaft an der Universität Hamburg und 1974 an der Universität zu Köln, wo er Direktor des Forschungsinstituts für Politische Wissenschaft und Europäische Fragen und von 1980 bis 1981 Dekan der Wirtschafts- und Sozialwissenschaftlichen Fakultät war.
Zwischenzeitlich war er Gastprofessor am St Antony’s College in Oxford (1970). Von 1975 bis 1976 hielt er sich als Fellow am Woodrow Wilson International Center for Scholars in Washington, D.C. auf.
Ab 1987 war er ordentlicher Professor für Politikwissenschaft an der Universität Bonn. Als Nachfolger von Karl Dietrich Bracher leitete er das Seminar für Politische Wissenschaft, 1999 wurde er emeritiert.
Zu seinen akademischen Schülern gehören unter anderem Ralf Thomas Baus, Bettina Blank, Michael Borchard, Stefan Fröhlich, Xuewu Gu, Hanns Jürgen Küsters, Eckart Lohse, Robert Christian van Ooyen und Peter R. Weilemann.

## Forschungsschwerpunkte
Als Politikwissenschaftler, Zeithistoriker und Publizist befasste sich Hans-Peter Schwarz im Rahmen seiner Forschung mit der jüngeren deutschen Geschichte, deutscher Innen-, Außen- und Deutschlandpolitik, Entwicklungen in Europa und in der internationalen Ordnung sowie mit politischen Akteuren und Parteien.
Sein besonderes Interesse galt dabei Konrad Adenauer und seiner Ära. Konrad Adenauer war für ihn der maßgebliche Politiker der deutschen Nachkriegsgeschichte. Seine zweibändige Adenauer-Biographie gilt als Standardwerk. Sie hat „mehr bewirkt als manches Denkmal oder Straßenschild, um den ersten Kanzler der Bundesrepublik im Gedächtnis nachfolgender Generationen wach zu halten.“ Im Jahr 2012 veröffentlichte Schwarz außerdem die erste umfassende politische Biografie Helmut Kohls.

## Publikationen

### Der konservative Anarchist
In dem 1962 erschienenen Werk Der konservative Anarchist. Politik und Zeitkritik Ernst Jüngers befasste sich Hans-Peter Schwarz mit dem politischen Zeitkritiker Ernst Jünger.

### Vom Reich zur Bundesrepublik
In seinem grundlegenden Werk Vom Reich zur Bundesrepublik – Deutschland im Widerstreit der außenpolitischen Konzeptionen in den Jahren der Besatzungsherrschaft 1945–1949 (1966) befasste sich Schwarz mit den strukturellen Anpassungszwängen Nachkriegsdeutschlands, den für die Entwicklung der Bundesrepublik Deutschland relevanten außenpolitischen Konstellationen und den daraus entstehenden Optionen und Zwängen für die Innen- und Außenpolitik.
Die 60er Jahre sind davon gekennzeichnet, so beschreibt Schwarz, dass man in der Außenpolitik keine Alternative zur Bindung an die westeuropäische atlantische Staatwelt sah. Zum einen wurde das wirtschaftliche und politische System nach dem Modell dieser Staatenwelt strukturiert, entsprach also den demokratischen kapitalistischen Vorstellungen. So schien es eine Selbstverständlichkeit zu sein, dass sich Deutschland in ebendiese Staatenwelt eingliedert, obwohl allein die demokratische Fassung eines Systems nicht zwangsläufig die Bindung an vergleichbare Systeme bedeuten muss. Schwarz beschreibt, dass die BRD in den ersten Momenten ihrer Außenpolitik der ideologischen Solidarität mit der Westallianz den Vorrang vor nationalen Bedürfnissen, wie etwa die Einigung von West- und Ostdeutschland, gegeben hat.
Folgende Kriterien sind für Schwarz relevant bei der Suche nach Gründen und Ursachen für die Westorientierungen der Bundesrepublik Deutschland: Zum einen was waren und sind die Motive für die Identifikation von innerer Ordnung westlichen Musters und außenpolitischer Westorientierung? Des Weiteren welche Faktoren bzw. Sachzwänge, wie ideologische, wirtschaftliche und sowjetische Intransigenz, Druck der Westmächte und das Handeln einzelner Persönlichkeiten, haben in den einzelnen Phasen den Ausschlag für Entscheidungen oder außenpolitische Richtungen gegeben? Zum anderen Faktoren, die durch die innenpolitische und zwischenstaatliche Konstellation bedingt waren, wie auch die Frage nach den Hauptberührungspunkten zwischen westdeutschen und westalliierten Interessen.
So fanden die Auseinandersetzungen in Deutschland auf vier Ebenen statt; zwischen Besatzungsmächten, zwischen den gegensätzlichen ideologischen Richtungen im Inneren der BR Deutschland, zwischen den Besatzungsmächten und den Deutschen, sowie unter den Deutschen. Die Tendenz der politischen Akteure nach Westen und damit zwangsläufig zur Blockbildung, sowie zur Teilung Deutschlands war, laut Schwarz, vom westeuropäischen Kohlemangel, der Devisenknappheit, dem Eigengewicht administrativer Tatsachen und von wertorientierten Entscheidungen beeinflusst. Adenauers Worte hierzu waren, dass Deutschland untrennbar zum christlich-abendländischen Kulturkreis zugehörig sei. Des Weiteren darf man folgenden Punkt bei der Betrachtung der Motive in der Außenpolitik nicht außer Acht lassen. Laut Schwarz war die Bundesrepublik Deutschland auf die richtige und vor allem zeitgemäße Abstimmung der Außenpolitik auf die Verschiebungen des Kräftefeldes zwischen den USA und der Sowjetunion angewiesen, denn gerade bei Konflikten wie der Berlinblockade ist die Abstimmung deutscher Außenpolitik auf die amerikanische Handlungsweise von Bedeutung gewesen.
Sein Fazit lautet: „Trotz aller Veränderungen, die inzwischen eingetreten sind, unterscheidet sich die Situation, der sich die Westdeutschen in den Jahren 1948 und 1949 gegenübersahen, nicht grundsätzlich von der des Jahres 1966: sie mussten und müssen in der Westbindung die Außenpolitik erkennen, die auf sie zugeschnitten ist und für die sich keine echte Alternative findet.“

### Handbuch der deutschen Außenpolitik
Christoph Weller betont die Bedeutung dieses Werks, indem er daran erinnert, dass Hans-Peter Schwarz bei seiner Begriffsbestimmung der „Auswärtigen Gewalt“ festgestellt habe: „Während früher nur ein sehr begrenzter Teil der allgemeinen Staatsaufgaben auch nach außenpolitischer Aktivität verlangte, gibt es heute praktisch keinen Bereich staatlicher Betätigung, in dem nicht zumindest eine mehr oder minder intensive Abstimmung auf internationaler Ebene unabdingbare Voraussetzung für eine erfolgreiche Innenpolitik ist“." (Schwarz 1975, S. 37).
Besonders in seinem Handbuchartikel Die Bundesregierung und die auswärtigen Beziehungen habe er mit besonderer Aufmerksamkeit für institutionelle Fragen sehr ausführlich das Verschwimmen der Unterscheidung zwischen Außen- und Innenpolitik schon Anfang der 1910er Jahre dargestellt.